# Vier-Jahreszeiten-Radweg
Der Vier-Jahreszeiten-Radweg „B50“ ist ein ca. 23 Kilometer langer Radrundweg im Burgenland. Die Strecke führt vom „Gesundheitsort“ Bad Tatzmannsdorf zur gotischen Friedensburg Schlaining, in der sich das Europäische Zentrum für Frieden befindet und führt über die Orte Spitzzicken und Eisenzicken wieder zurück nach Bad Tatzmannsdorf.